# Jaginty
Jaginty [jaˈɡintɨ] est un village polonais de la gmina de Nowy Dwór dans le powiat de Sokółka et dans la voïvodie de Podlachie. Il se situe à environ 6 kilomètres au nord de Nowy Dwór, à 32 kilomètres au nord de Sokółka et à 69 kilomètres au nord-est de Białystok.